# Genouillé, Charente-Maritime

Genouillé este o comună în departamentul Charente-Maritime, Franța. În 1 ianuarie 2022 avea o populație de 889 de locuitori.